# San Giuseppe col Bambino (El Greco Museo de Santa Cruz)
San Giuseppe col Bambino è un dipinto a olio su tela di El Greco realizzato circa nel 1600 e conservato nel Museo de Santa Cruz di Toledo in Spagna. È firmato in maiuscolo corsivo in greco nella parte inferiore a sinistra δομήνικος θεοτοκóπουλος ε'ποíει.

## Storia e descrizione
Per le sue misure, è possibile che questa tela sia quella menzionata nel secondo inventario realizzato da Jorge Manuel Theotocópuli dopo la morte del maestro, dove è numerata 32. Questo dipinto è numerato 254 nel catalogo ragionato realizzato dallo storico dell'arte Harold Wethey, specializzato di El Greco.
Secondo Harold Wethey, questa tela è probabilmente una versione preparatoria di San Giuseppe col Bambino della cappella di San José e, in ogni caso, è un'opera relativamente piccola ma di magnifica qualità. Il Bambino Gesù indossa un abito rosa, e Giuseppe di Nazaret indossa panni gialli sopra la tunica blu.
Secondo José Gudiol, quest'opera non è dipinta come se fosse uno schizzo preparatorio, poiché ha una finitura fine, che conferisce a ogni dettaglio la massima perfezione e chiarezza possibile. L'esecuzione è attenta e lirica, soprattutto con gli angeli che scendono con corone intorno al capo di San Giuseppe, e anche nella veduta di Toledo, in basso a destra.
Sullo sfondo del paesaggio si possono vedere, sulla sinistra, le colline che circondano Toledo, così come il castello di San Servando e il Puente de Alcántara. Sul lato destro, il pittore ha rappresentato la torre della cattedrale e l'Alcázar senza le sue guglie, che non era ancora stata costruita. El Greco colloca questi monumenti in modo capriccioso, e da una prospettiva improbabile, per conferire maggiore carattere e significato alla composizione.